# Accordi START
Gli accordi START (acronimo dell'espressione inglese Strategic Arms Reduction Treaty)  sono degli accordi internazionali tesi a limitare o a diminuire gli arsenali di armi di distruzione di massa, come le armi nucleari, sapendo che il numero molto alto di tali armamenti pone un serio pericolo di distruzione completa del pianeta.
Il trattato fu firmato tra gli Stati Uniti e l'URSS, e proibiva ai suoi firmatari di produrre più di 6000 testate nucleari e massimo 1600 ICBM, missili balistici lanciati da sottomarini e bombardieri. Lo START è stato il più vasto e il più complesso trattato di controllo sulle armi atomiche, e, con la sua revisione finale nel tardo 2001, ha comportato l'eliminazione dell'80% delle armi nucleari in circolazione.

## START I

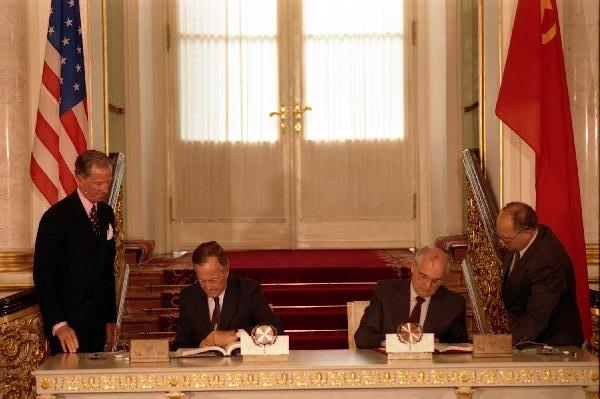
I presidenti Bush senior e Gorbačëv firmano il trattato a Mosca

Il trattato START è stato siglato il 31 luglio 1991 tra Stati Uniti e Unione Sovietica. Venne rinominato START I alla stipula del suo successore START II.
Il trattato prevedeva limiti al numero di armi di cui ogni fazione poteva dotarsi. L'Unione Sovietica collassò cinque mesi dopo la sua stipula, perciò il trattato rimane oggi in vigore con le nazioni di Russia, Bielorussia, Kazakistan e Ucraina. Questi ultimi tre paesi hanno da allora azzerato completamente il loro potenziale offensivo nucleare.
Il trattato START I è scaduto nel dicembre 2009 ed è stato sostituito dal trattato New START.

## START II

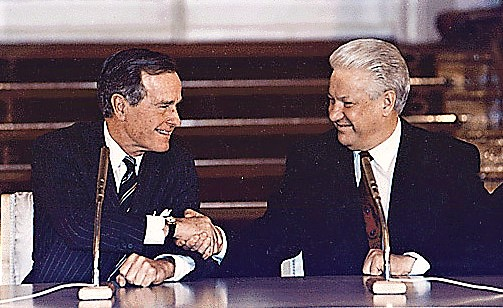
I presidenti Bush senior e El'cin firmano il trattato a Mosca

Il trattato START II è stato siglato il 3 gennaio 1993 tra il presidente statunitense Bush e quello russo El'cin.
Con esso è stato bandito l'uso dei MIRV (sistemi di trasporto e lancio multiplo di testate).
Ratificato prima nel gennaio 1996 dal senato degli Stati Uniti, il trattato è rimasto in sospeso per alcuni anni alla duma russa. La ratifica fu posposta varie volte in segno di protesta contro gli interventi militari statunitensi in Iraq e in Kosovo, nonché contro l'espansione nell'Europa orientale della NATO. Col passare del tempo il trattato perse di interesse per le parti; gli Stati Uniti iniziarono a premere per una modifica del trattato ABM per poter sviluppare una tecnologia anti-missile ("scudo spaziale"), modifica che incontrò il rifiuto russo. Il 14 aprile 2000 la Russia ratificò il trattato vincolandolo all'intoccabilità del trattato ABM.
START II è stato ufficialmente superato dal trattato SORT, siglato dai presidenti George W. Bush e Vladimir Putin il 24 maggio 2002, col quale le parti abbandonano la logica dei trattati precedenti - con le loro accurate limitazioni al numero di armi specifiche - e impegnano invece entrambi i loro Stati ad una riduzione unilaterale indipendente del numero totale delle testate.
Il trattato START II è stato sostituito dal trattato New START.

## START III
Le discussioni per uno START III cominciarono nel 1997 con degli incontri ad Helsinki tra i presidenti Bill Clinton e Boris El'cin, ma vennero interrotte e il trattato non vide mai la luce.
La volontà americana di procedere con la istituzione di un sistema di difesa missilistico andava difatti contro il trattato ABM, e la Russia cominciò a chiedere forti limitazioni al numero di testate disponibili per compensare una eventuale uscita degli Stati Uniti dal trattato ABM. Le richieste russe furono però ritenute non accettabili dagli Stati Uniti, e lo stallo venutosi a creare perdurò fino alla definitiva uscita degli Stati Uniti dal trattato ABM nel 2002, che di fatto uccise lo START III.
Il mai nato START III fu sostituito dal ben più debole SORT.

## SORT

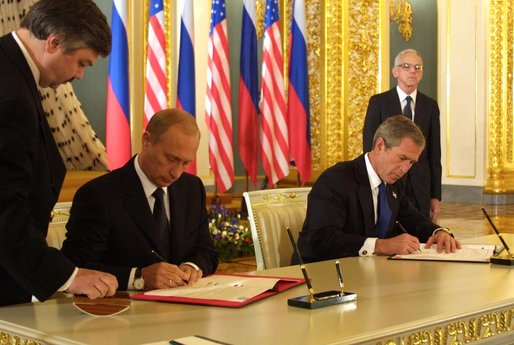
I presidenti Putin e Bush junior firmano il trattato a Mosca

Il trattato SORT, detto anche Trattato di Mosca è stato siglato il 24 maggio 2002 dalla Federazione Russa e gli Stati Uniti d'America.
Tale accordo limitava a 1700-2200 il numero di testate per ciascuna parte e proibiva l'uso di testate multiple (MIRV)
Il trattato SORT è stato sostituito dal trattato New START.

## New START

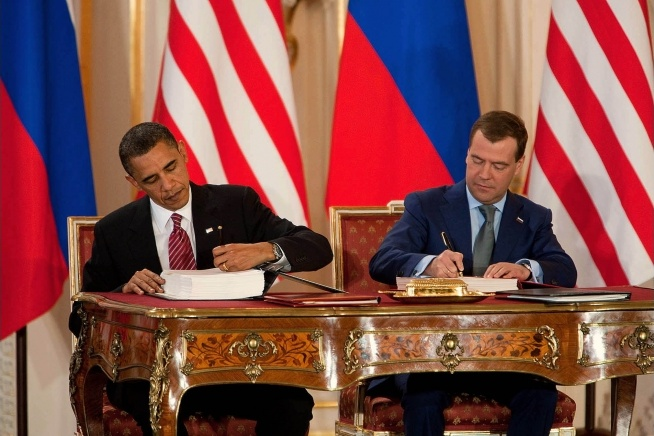
I presidenti Obama e Medvedev firmano il trattato a Praga

New START (for STrategic Arms Reduction Treaty) (In russo: СНВ-III) è un trattato bilaterale tra gli Stati Uniti e la Russia sul disarmo nucleare firmati a Praga nel 2010.
Questo trattato sostituisce tutti gli accordi precedenti: START I (scaduto nel dicembre del 2009), START II e SORT. Questo nuovo accordo è stato annunciato dal presidente degli Stati Uniti Barack Obama e dal presidente russo Dmitrij Medvedev il 26 marzo 2010 ed è stato poi firmato dagli stessi l'8 aprile 2010 a Praga.
Il 21 Febbraio 2023, sullo sfondo della guerra in Ucraina, in un discorso alla nazione Russa il presidente Vladimir Putin conferma la sospensione del trattato New START e della propria applicazione, precisando però che la Russia non si ritira da tale accordo.